# ماسايوكي دياا
ماسايوكي دياا (باليابانية: 出合正幸) هو ممثل ياباني، ولد في 21 يناير 1981 بأوساكا في اليابان.

## وصلات خارجية
- ماسايوكي دياا على موقع IMDb (الإنجليزية)
- ماسايوكي دياا على موقع قاعدة بيانات الفيلم (الإنجليزية)